# Georg Joos
Georg Jakob Christof Joos (25 de mayo de 1894 en Bad Urach, Imperio alemán – 20 de mayo de 1959 en Múnich, Alemania Occidental) fue un físico experimental alemán. Escribió "Lehrbuch der theoretischen Physik" (Libro de texto de física teórica), publicado por primera vez en 1932 y uno de los libros de texto de física teórica más influyentes del siglo XX.

## Educación
Joos comenzó sus estudios superiores en 1912 en la Escuela Técnica Superior de Stuttgart y los continuó en la Universidad de Tubinga, donde se doctoró en 1920 con C. Füchtbauer.

## Carrera
Después de doctorarse pasó a ser profesor asistente de Jonathan Zenneck en la Universidad Técnica de Múnich, donde en 1922 se convirtió en profesor asociado.
En 1924 fue nombrado profesor extraordinario en el Universidad de Jena, donde impartió clases sobre la teoría de los electrones y la teoría de la relatividad. En 1928 fue nombrado profesor ordinario, sucesor de Felix Auerbach. A finales de la década de 1920 reprodujo el experimento de Michelson y Morley en la empresa industrial Zeiss de Jena con equipos más refinados, y confirmó los resultados originales.
Antes de la publicación en seis volúmenes de las Conferencias sobre física teórica de Arnold Sommerfeld en la década de 1940, el Lehrbuch der theoretischen Physik de Joos, publicado por primera vez en 1932, llegó a ser probablemente uno de los libros de texto sobre física teórica más importantes del siglo XX.
En 1933, poco después de que Adolf Hitler se convirtiera en canciller, se aprobó el Ley para la Restauración de la Función Pública, lo que provocó dimisiones y emigraciones de muchos físicos judíos, entre los que estaba James Franck, que era director del Segundo Instituto de Física de la Universidad de Gotinga. En 1935, una ordenanza relacionada con la Ley de Servicios Civiles, la Ley sobre la jubilación y el traslado de profesores como resultado de la reorganización del sistema alemán de educación superior, se utilizó para trasladar por la fuerza a Joos a Gotinga para ocupar el puesto de Frank como profesor ordinario y director del Segundo Instituto de Física.
En la primavera de 1936, Werner Heisenberg, Hans Geiger y Max Wien enviaron una petición al Ministro de Educación del Reich en el Ministerio de Ciencia, Educación y Cultura del Reich (REM, Ministerio de Educación del Reich). La petición reflejaba la preocupación de los firmantes por los efectos debilitantes de los ataques a la física teórica por parte de los partidarios de la Deutsche Physik, un movimiento que era a la vez antisemita y contrario a la revolución que se estaba viviendo en la física teórica, y especialmente opuesto a la mecánica cuántica. Joos fue uno de los firmantes de apoyo a la petición.
Basándose en los resultados de un experimento en el que se bombardeó uranio con neutrones, realizado en diciembre de 1938 por Otto Hahn y Fritz Strassmann en la Sociedad Kaiser Wilhelm, Hahn transmitió sus resultados a su antigua colega Lise Meitner. Meitner y su sobrino, Otto Robert Frisch, interpretaron correctamente los datos y acuñaron el término fisión nuclear. En abril de 1939, Joos, después de leer un artículo de Wilhelm Hanle, transmitió al Ministerio de Ciencia, Educación y Cultura del Reich las implicaciones del experimento de Hahn y las posibles aplicaciones militares de las investigaciones sobre el uranio.
Debido a las políticas académicas del nazismo en general, y específicamente de la Nationalsozialistischer Deutscher Dozentenbund (NSDDB, la Liga Nacionalsocialista de Profesores Alemanes) en las universidades, Joos abandonó la academia en 1941. Se convirtió en el físico jefe de la fábrica de la compañía Zeiss de Jena, donde también participó en el consejo de administración. Permaneció allí hasta poco después del final de la Segunda Guerra Mundial, cuando, en septiembre de 1946 fue nombrado profesor ordinario de física experimental y director del departamento de física de la Universidad Técnica de Múnich, donde sucedió a Rudolf Tomaschek, que había sido suspendido. Durante los años académicos de 1947 a 1949, fue profesor invitado en la Universidad de Boston.

## Proyecto Uranio
Joos intervino en los Kernphysikalische Forschungsberichte (Informes de Investigación en Física Nuclear), una publicación interna del Proyecto Uranio alemán. Los informes de esta publicación estaban clasificados como Alto Secreto, tenían una distribución muy limitada y a los autores no se les permitía conservar copias. Los informes fueron confiscados como parte de la Operación Alsos aliada, y se enviaron a la Comisión de Energía Atómica de los Estados Unidos para su evaluación. En 1971, los informes fueron desclasificados y devueltos a Alemania, y ahora están disponibles en el Centro de Investigación Nuclear de Karlsruhe y en el Instituto Estadounidense de Física.
- Georg Joos Georg Joos en la Ordenanza del Ejército G-46 (29 de marzo de 1940)

## Libros
- Georg Joos, Ernst Angerer y Johannes Stark Anregung der Spektren Spektroskopische Apparate und Starkeffekt ( Akademische Verlagsgesellschaft mbH, 1927)
- Georg Joos Sammelband mit 3 Sonderdrucken aus dem Hb. der Experimentalphysik. ( Akademische Verlagsgesellschaft, 1928-1929)
- Georg Joos Atome und Weltall. Ein Vortrag. (Student und Leben, Peso 3).  (Jena, 1931)
- Georg Joos Lehrbuch der theoretischen Physik ( Akademische Verlagsgesellschaft, 1932, 1934, 1939, 1942, 1943, 1945, 1950, 1954, 1954, 1956, 1959, 1964, 1964, 1964, 1965, 1980)
  - Georg Joos, autor e Ira M. Freeman, traductor Física Teórica (Hafner, 1934, 1950, 1957, 1958) (Blackie and Son, 1942, 1946, 1947, 1951, 1953, 1958) (Dover, 1986, 1987)
- Georg Joos y Theodor Kaluza Höhere Mathematik für den Praktiker (Barth, 1947, 1951, 1952, 1954, 1956, 1958, 1964)
- Geog Joos, editor Physik der festen Körper. I." (Dieterich'sche Verlagsbuchhandlung, 1947)
  - Georg Joos, editor Física de los Sólidos. Parte I. [Revista FIAT de la ciencia alemana 1939-1946, Física de los sólidos][13] (Oficina del Gobierno Militar para las Agencias de Información de Campo de Alemania, Técnica, 1947)
- Geog Joos, editor Physik der festen Körper. II." (Dieterich'sche Verlagsbuchhandlung, 1948)
  - Georg Joos, editor Física de los Sólidos. Parte II. [Revista FIAT de la ciencia alemana 1939-1946, Física de los sólidos][13] (Oficina del Gobierno Militar para las Agencias de Información de Campo de Alemania, Técnica, 1948)